# Eerste klasse 1976-77 (voetbal België)
Het seizoen 1976/77 van de Belgische Eerste Klasse ging van start in de zomer van 1976 en eindigde in de lente van 1977. De competitie had één club minder dan vorig seizoen, en telde voortaan 18 clubs. Club Brugge werd landskampioen en verlengde zo zijn titel.

## Gepromoveerde teams
Deze teams waren gepromoveerd uit de Tweede Klasse voor de start van het seizoen:
- KFC Winterslag (kampioen in Tweede)
- KV Kortrijk (eindrondewinnaar)

## Degraderende teams
Deze teams degradeerden naar Tweede Klasse op het eind van het seizoen:
- KV Mechelen
- AS Oostende KM

## Titelstrijd
Club Brugge werd landskampioen met vier punten voorsprong op RSC Anderlecht.

## Europese strijd
Club Brugge was als landskampioen geplaatst voor de Europacup voor Landskampioenen van het volgend seizoen. Club Brugge had dit seizoen de dubbel behaald na winst tegen RSC Anderlecht in finale van de Beker van België. Als verliezend finalist plaatste Anderlecht zich zo voor de Europese Beker voor Bekerwinnaars. Standard de Liège en RWDM plaatsten zich voor de UEFA Cup.

## Degradatiestrijd
KV Mechelen en AS Oostende KM eindigden samen afgetekend op de twee laatste plaatsen en degradeerden.

## Eindstand
|         |    |                               | P  | W  | G  | V  | +  | -  | DS  | Ptn |
| ------- | -- | ----------------------------- | -- | -- | -- | -- | -- | -- | --- | --- |
| K       | 1  | Club Brugge KV                | 34 | 23 | 6  | 5  | 72 | 30 | 42  | 52  |
| (beker) | 2  | RSC Anderlecht                | 34 | 21 | 6  | 7  | 74 | 37 | 37  | 48  |
| (UEFA)  | 3  | R. Standard de Liège          | 34 | 18 | 9  | 7  | 51 | 26 | 25  | 45  |
| (UEFA)  | 4  | Racing White Daring Molenbeek | 34 | 18 | 8  | 8  | 62 | 37 | 25  | 44  |
|         | 5  | KSC Lokeren                   | 34 | 15 | 8  | 11 | 53 | 39 | 14  | 38  |
|         | 6  | KSV Waregem                   | 34 | 14 | 7  | 13 | 46 | 39 | 7   | 35  |
|         | 7  | R. Antwerp FC                 | 34 | 13 | 9  | 12 | 43 | 49 | -6  | 35  |
|         | 8  | KSV Cercle Brugge             | 34 | 12 | 11 | 11 | 58 | 53 | 5   | 35  |
|         | 9  | K. Beerschot VAV              | 34 | 11 | 13 | 10 | 58 | 51 | 7   | 35  |
|         | 10 | K. Lierse SV                  | 34 | 14 | 6  | 14 | 47 | 50 | -3  | 34  |
|         | 11 | KFC Winterslag                | 34 | 12 | 8  | 14 | 44 | 45 | -1  | 32  |
|         | 12 | KV Kortrijk                   | 34 | 11 | 10 | 13 | 42 | 47 | -5  | 32  |
|         | 13 | SK Beveren-Waas               | 34 | 11 | 9  | 14 | 35 | 43 | -8  | 31  |
|         | 14 | K. Beringen FC                | 34 | 8  | 10 | 16 | 40 | 57 | -17 | 26  |
|         | 15 | RFC Liégeois                  | 34 | 10 | 5  | 19 | 39 | 79 | -40 | 25  |
|         | 16 | R. Charleroi SC               | 34 | 8  | 9  | 17 | 30 | 50 | -20 | 25  |
| D       | 17 | KV Mechelen                   | 34 | 6  | 8  | 20 | 38 | 67 | -29 | 20  |
| D       | 18 | AS Oostende KM                | 34 | 6  | 8  | 20 | 39 | 72 | -33 | 20  |

P: wedstrijden gespeeld, W: wedstrijden gewonnen, G: gelijke spelen, V: wedstrijden verloren, +: gescoorde doelpunten, -: doelpunten tegen, DS: doelsaldo, Ptn: totaal punten
K: kampioen, D: degradeert, (beker): bekerwinnaar, (UEFA): geplaatst voor UEFA-beker

## Topscorers
François Van der Elst van RSC Anderlecht werd topschutter met 21 doelpunten.
1895/96 · 1896/97 · 1897/98 · 1898/99 · 1899/00 · 1900/01 · 1901/02 · 1902/03 · 1903/04 · 1904/05 · 1905/06 · 1906/07 · 1907/08 · 1908/09 · 1909/10 · 1910/11 · 1911/12 · 1912/13 · 1913/14 · 1914/15 · 1915/16 · 1916/17 · 1917/18 · 1918/19 · 
1919/20 · 1920/21 · 1921/22 · 1922/23 · 1923/24 · 1924/25 · 1925/26 · 1926/27 · 1927/28 · 1928/29 · 1929/30 · 1930/31 · 1931/32 · 1932/33 · 1933/34 · 1934/35 · 1935/36 · 1936/37 · 1937/38 · 1938/39 · 1939/40 · 1940/41 · 1941/42 · 1942/43 · 1943/44 · 1944/45 · 1945/46 · 1946/47 · 1947/48 · 1948/49 · 1949/50 · 1950/51 · 1951/52 · 1952/53 · 1953/54 · 1954/55 · 1955/56 · 1956/57 · 1957/58 · 1958/59 · 1959/60 · 1960/61 · 1961/62 · 1962/63 · 1963/64 · 1964/65 · 1965/66 · 1966/67 · 1967/68 · 1968/69 · 1969/70 · 1970/71 · 1971/72 · 1972/73 · 1973/74 · 1974/75 · 1975/76 · 1976/77 · 1977/78 · 1978/79 · 1979/80 · 1980/81 · 1981/82 · 1982/83 · 1983/84 · 1984/85 · 1985/86 · 1986/87 · 1987/88 · 1988/89 · 1989/90 · 1990/91 · 1991/92 · 1992/93 · 1993/94 · 1994/95 · 1995/96 · 1996/97 · 1997/98 · 1998/99 · 1999/00 · 2000/01 · 2001/02 · 2002/03 · 2003/04 · 2004/05 · 2005/06 · 2006/07 · 2007/08 · 2008/09 · 2009/10 · 2010/11 · 2011/12 · 2012/13 · 2013/14 · 2014/15 · 2015/16 · 2016/17 · 2017/18 · 2018/19 · 2019/20 · 2020/21· 2021/22 · 2022/23 · 2023/24 · 2024/25